# 제브리즈 에만
제브리즈 에만(프랑스어: Gévrise Émane, 1982년 7월 27일~)는 프랑스의 유도 선수이다. 2012년 하계 올림픽에서 여자 하프미들급 부문 동메달을 획득했으며 세계 선수권 대회에서 금메달 3개, 은메달 1개, 동메달 1개 획득했다.